# Samuel Bruce Rudall
Samuel Bruce Rudall (* 7. März 1859 in Gawler, South Australia; † 3. Januar 1945 in Stirling, South Australia) war ein australischer Politiker der Liberal and Democratic Union (LDU) und später der Liberal Union, der unter anderem von 1906 bis 1915 Mitglied des South Australian House of Assembly sowie zwischen 1912 und 1915 Vorsitzender der Ausschüsse und dadurch stellvertretender Sprecher des House of Assembly war.

## Leben
Samuel Bruce Rudall war der Sohn von John Rudall, der als erster Stadtschreiber und erster Solicitor von Gawler fungierte. Er selbst absolvierte nach dem Besuch der dortigen Mr. Smilie’s School und des 1847 gegründeten St. Peter’s College eine damals noch mögliche anwaltliche Ausbildung in der Anwaltskanzlei seines Vaters sowie in der Kanzlei G. and J. Downer, die von George Downer und dem späteren Premierminister von South Australia und Bundessenator John Downer betrieben wurde. 1881 übernahm er die Kanzlei Rudall & Rudall seines Vaters und war zugleich als dessen Nachfolger zwischen 1881 und 1913 ebenfalls Stadtschreiber von Gawler. Des Weiteren war er zwischen 1885 und 1902 Direktor der von dem Politiker James Martin gegründeten James Martin & Co., Ltd., die die Phoenix-Gießerei in Gawler betrieb. Er engagierte sich des Weiteren als langjähriger Präsident des Gawler Institute, wurde 1899 Präsident der Gawler Literary Society und außerdem 1902 erster Präsident des Gawler Union Parliament.
Am 3. November 1906 wurde Rudall für die Liberal and Democratic Union (LDU) im damaligen Drei-Personen-Wahlkreis Barossa erstmals zum Mitglied des South Australian House of Assembly gewählt, des Unterhauses des Parlaments von South Australia, und löste William Gilbert als Mandatsträger ab. Er vertrat diesen Wahlkreis bis zu seiner Niederlage gegen E. H. Coombe von der Australian Labor Party (ALP) bei der Wahl am 27. März 1915, wobei er seit 1910 der Liberal Union angehörte.
Als Nachfolger von John Newland von der ALP übernahm er am 19. März 1912 die Funktionen als Deputy Speaker and Chairman of Committees zum stellvertretenden Sprecher und Vorsitzenden der Ausschüsse der Legislativversammlung gewählt und bekleidete diese Funktionen bis zum 27. März 1915, woraufhin der ALP-Politiker Henry Chesson diese Funktionen am 8. Juli 1915 übernahm.
Aus seiner am 18. Dezember 1884 geschlossenen ersten Ehe mit Margaret McNeil († 1923) gingen der Sohn Reginald John Rudall (1885–1955) sowie die Tochter Maude Bryce Rudall hervor. Sein Sohn Reginald Rudall war unter anderem von 1933 bis 1944 ebenfalls Mitglied des South Australian House of Assembly sowie 1938 kurzzeitig Vorsitzender der Ausschüsse und dadurch stellvertretender Sprecher des House of Assembly, bekleidete von 1938 bis zu seinem Tode 1955 zahlreiche Ministerämter in der Regierung von Premierminister Thomas Playford IV und gehörte zudem zwischen 1944 und 1955 dem South Australian Legislative Council als Mitglied an. Nach dem Tode seiner ersten Ehefrau heiratete Rudall am 6. Oktober 1923 in zweiter Ehe Alice Maria Warren, deren Vater Henry Edward Downer zwischen 1881 und 1896 ebenfalls Mitglied des House of Assembly war.

## Hintergrundliteratur
- Parliament of South Australia: Statistical Record of the Legislature 1836–2007 (Memento vom 11. März 2019 im Internet Archive)